# Beck Head
Beck Head – wieś w Anglii, w Kumbrii. Leży 73 km na południe od miasta Carlisle i 355 km na północny zachód od Londynu.